# Hampsonodes infirma
Hampsonodes infirma là một loài bướm đêm trong họ Noctuidae.